# Hank Bullough
Hank Charles Bullogh (Scranton, Pennsylvania, 1934. január 24. – 2019. november 24.) amerikai amerikaifutball-játékos, edző.

## Pályafutása
A Michigan State főiskolai csapatában játszott. 1955-ben és 1958-ban a Packers játékosa volt. Tagja volt Don McCafferty edzői stábjának 1971-ben a Super Bowl-győztes Baltimore Colts csapatánál. 1978-ban Ron Erhardttal közösen a New England Patriots vezetőedzője volt. 1984–85-ben a Buffalo Bills szakmai munkáját irányította.